# 吹牛老爹性犯罪案
美國饒舌歌手兼製作人肖恩·庫姆斯（英語：Sean Combs），藝名「吹牛老爹」（英語：Puff Daddy）於2025年在紐約市曼哈頓下城的美國紐約南區聯邦地區法院面對刑事審訊，他被控涉及多項與性有關的重刑罪，並已表明不認罪。在陪審團經過三日商議後，於2025年7月2日裁定吹牛老爹在串謀從事勒索及性販運罪名不成立，但兩項運送他人從事賣淫活動的罪名成立。

## 背景
自2017年起，吹牛老爹陸續遭多宗民事訴訟指控。2024年12月，他被指於2000年在MTV音樂錄影帶大獎頒獎禮後的派對上強姦一名13歲少女，同時亦被三名男子指控強姦及性侵犯。此外，他又被前男員工指控性侵犯，以及被控對另一名女子下藥後性侵。在2023及2024年間，針對庫姆斯的性不當行為指控和民事訴訟接連出現。當中包括其前女友卡西·文圖拉（Cassie Ventura），她指稱在兩人長達近十年的關係中，多次遭吹牛老爹強姦、販賣及施以身體虐待。

## 調查
2024年3月25日，聯邦探員在邁阿密-奧帕洛卡行政機場盤問吹牛老爹，並扣押多部電子裝置，隨後批准他出發前往計劃中的度假行程。同日，美國國土安全部探員搜查吹牛老爹在洛杉磯、紐約及邁阿密的多處房產，沒收電腦及其他電子設備。搜查中發現多種毒品，包括氯胺酮、搖頭丸及GHB，另檢獲三支非法改裝的AR-15步槍，以及「超過1000瓶嬰兒油及潤滑劑」。

## 起訴
2024年9月16日，吹牛老爹遭大陪審團以三項重罪起訴，包括串謀從事勒索、以暴力、詐騙或脅迫方式進行性販運，以及為賣淫目的進行運輸。當天，他在曼哈頓被國土安全部探員拘捕，隨後被羈押於布魯克林的都會拘留中心。翌日（9月17日）提堂時，吹牛老爹表明不認罪。紐約南區聯邦地方法院法官羅賓·塔諾夫斯基拒絕其保釋申請，下令他繼續被聯邦羈押。到9月18日，地區法院法官小安德魯·L·卡特亦駁回辯方再次申請保釋，理由是擔心吹牛老爹會威脅或恐嚇證人。
辯方在上訴中提到，2016年酒店走廊的一段閉路電視影片，顯示吹牛老爹踢打並拖行卡西·文圖拉，其實只是「一段長達十年的愛情關係」中的一幕，並辯稱兩人因文圖拉對吹牛老爹「不忠行為的忌妒」而最終分手。不過，法官拒絕這一說法，更反問：「愛情與這些行為有何關聯？」
2025年6月，檢方同意撤銷三項指控，分別涉及縱火、企圖綁架及協助性販運。

## 審訊

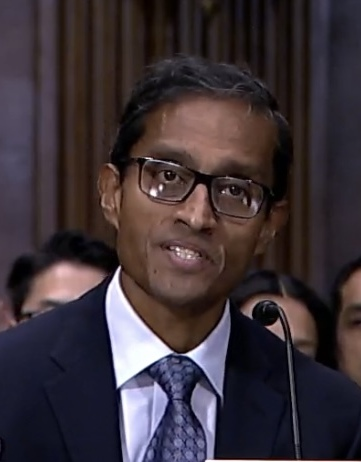
法官阿倫·蘇布拉馬尼安，攝於2022年

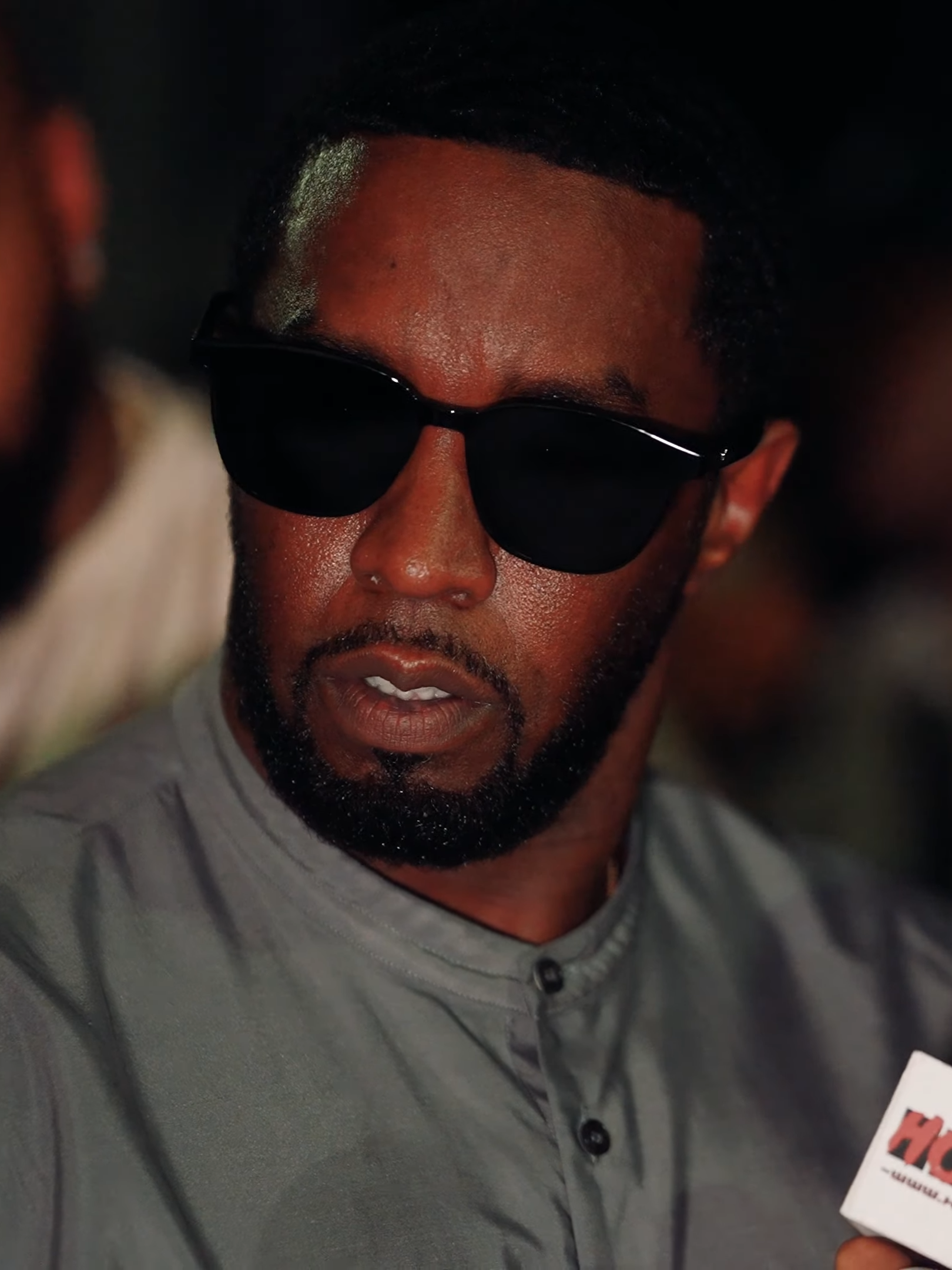
被告吹牛老爹，攝於2023年

2025年5月5日，根據聯邦法官阿倫·蘇布拉馬尼安所訂日期，吹牛老爹的審訊在美國紐約南區聯邦地區法院正式展開。

### 陪審團遴選
2025年5月12日，案件進入陪審團遴選階段。經過約一星期的審查，法官、檢控官及辯方律師共同面試約一百名候選人，最終確定由12名正式陪審員及6名候補陪審員組成的陪審團。成員包括8男4女，分別來自紐約市的曼哈頓、布朗克斯及西徹斯特縣，年齡介乎30至74歲。

### 開案陳詞
檢控方指控吹牛老爹將他的商業事業作為犯罪工具，用來策劃及掩飾一系列被起訴的罪行。檢方強調，吹牛老爹曾利用「地位和權勢」，「以暴力方式」迫使兩名前女友進行多次她們不願參與的性行為，並以威脅、綁架，甚至性侵犯等方式「侵害」多名員工。串謀及勒索指控均涉及這些行為。
辯方則承認吹牛老爹「脾氣火爆」，有時會「動粗」，但強調指控他的前女友們均屬自願參與，儘管這些關係被形容為「有毒」，但並非強迫。辯方更將這些指控形容為「為錢而來」的行為，主張吹牛老爹的私人情感生活與他的商業事業無關，兩者不應混為一談。

### 證人作供

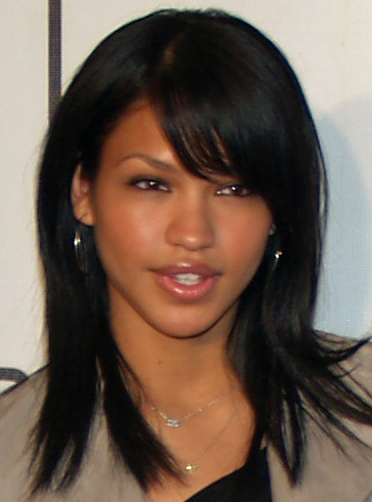
證人卡西·文圖拉，攝於2007年

吹牛老爹的前女友文圖拉在四天的證供中表示，自己曾長期遭受被告持續約十年的嚴重虐待。隨後，多位證人出庭作供，指稱曾親眼目睹吹牛老爹對文圖拉施暴，包括一名化妝師及一名男妓，二人均證實目擊吹牛老爹的暴力行為；另有兩名擔任男妓的證人則表示，曾接受吹牛老爹付款提供性服務。饒舌歌手卡迪小子指控，吹牛老爹曾闖入他的家，並策劃縱火燒毀他的車，以報復他與文圖拉的關係。法官蘇布拉馬尼安指示陪審團無須理會有關指紋卡被銷毀的證供，該事件發生在卡迪小子的車被縱火後數月；而辯方就此提出撤審申請時，法官亦「即時」駁回。卡迪小子完成作供後，蘇布拉馬尼安法官表示，整個審訊預計會在7月4日左右「結束」。
5月28日，文圖拉的前造型師作供，指曾目擊被告對女友施暴，並補充稱，他與文圖拉曾「無數次」一起躲藏，以逃避吹牛老爹的「攻擊」。接着，库姆斯的前助理以「米亞」化名匿名作供，聲稱自己也曾遭到被告虐待。辯方律師斯蒂爾質疑這名前助理作假證，檢方隨即反對，認為辯方的提問已接近騷擾。法官雖駁回反對，但提醒雙方會「嚴密留意是否有侵擾性質的提問」。6月3日，當時任職酒店的保安作供，該酒店閉路電視曾拍下吹牛老爹毆打文圖拉的畫面，該保安指，被告曾付給他10萬美元以「封存」該影片。檢方指這筆款項屬於賄賂，並視為支持勒索陰謀指控的重要證據之一。
6月5日，法官警告辯方，若吹牛老爹再次試圖以表情或其他方式向陪審團傳遞訊息、施加影響，他將可能被逐出法庭。在此之前兩天，曾有一名旁聽女子因喧嘩被驅逐出庭。
隔日，一名匿名出庭的前女友作供，指她曾被迫參與所謂「酒店之夜」，每次往往長達三十小時，期間要在吹牛老爹面前與男妓發生無保護性行為。在為期29日的審訊中，檢方共傳召了34名證人。辯方則沒有傳召任何證人，並於2025年6月24日，在歷時6星期的證供後，雙方正式結案。6月26日，當法官直接詢問吹牛老爹時，他確認不會親自出庭作供為自己辯護。

### 結案陳詞
2025年6月25日，陪審團的法律指引討論告一段落；翌日，根據法院指示，雙方開始進行結案陳詞。美國助理檢察官克里斯蒂·斯拉維克首先發表檢方結案陳詞，歷時五小時，之後當日休庭。吹牛老爹的辯護律師馬克·阿格尼菲洛則於6月27日發表辯方總結，發言超過四小時。隨後，檢察官莫琳·科米作出反駁陳詞。完成反駁後，陪審團被安排休息週末，法官預計會於6月30日向陪審團下達最終指示，並批准開始商議裁決。

### 裁決
2025年6月30日，陪審團開始商議。翌日，陪審團經過12小時討論，宣佈已就所有指控達成一致意見，僅剩勒索指控尚未有結論。
7月2日，經過三日商議後，陪審團裁定吹牛老爹在勒索陰謀罪及涉及文圖拉與另一名身份未公開女子的性販運罪上無罪；同時，他在兩項為賣淫目的進行運輸罪上被判有罪，涉及文圖拉、另一名前女友及男妓。這些罪名最高可判處總共20年監禁。檢方表示將尋求至少51個月（約4年又3個月）的刑期，並要求法官蘇布拉馬尼安在宣判前繼續拒絕保釋。辯方則提出以100萬美元申請保釋，並承諾吹牛老爹會交出護照，且僅限於自宅及法庭應訊期間活動。當天稍後，法官駁回保釋請求，指出辯方曾在陳詞中承認吹牛老爹有家暴記錄，因而認為繼續羈押有必要。吹牛老爹將繼續被拘留，直至預計於2025年10月3日進行的宣判。

## 對可能特赦的反應
在一次記者會上，當被問到如果吹牛老爹被判有罪，會否考慮對他特赦時，美國總統當勞·特朗普表示，他沒有密切關注這宗審訊，但會「當然會根據事實考慮」。對此，饒舌歌手50 Cent在Instagram發文，表示他會主動聯絡特朗普，說服他不要簽發任何總統特赦，並寫道：「我會聯絡他，讓他知道我對這傢伙的看法。」
特朗普與吹牛老爹在兩人活躍於娛樂圈時相識，並建立友誼。但特朗普進入政界後，他們發生爭執；2020年，吹牛老爹表示「像特朗普這樣的白人需要被驅逐」，並支持當時的總統候選人祖·拜登。
特朗普也曾至少出席過一次吹牛老爹如今已聲名狼藉的派對。